# Языковая политика в Казахстане

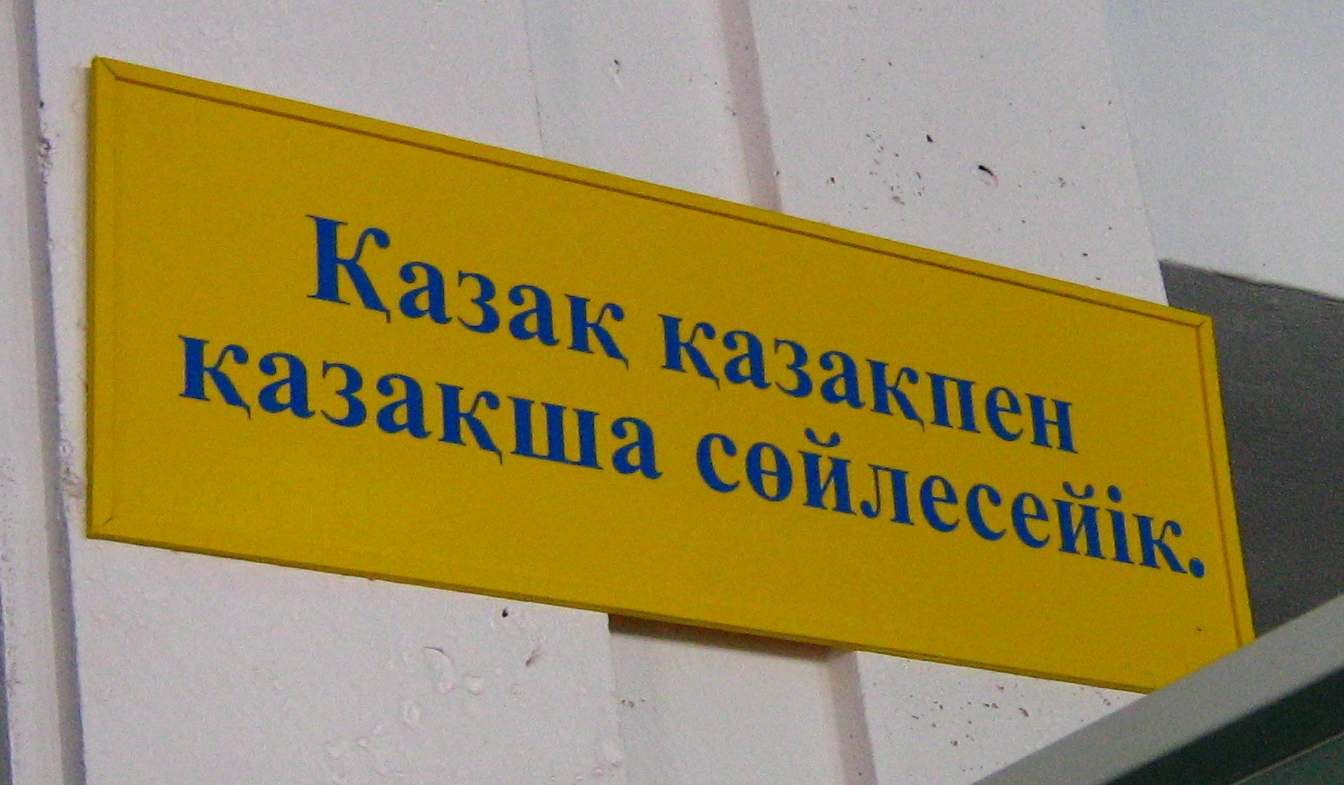
«Казахи, давайте разговаривать с казахами на казахском». Табличка в санатории в Алма-Ате

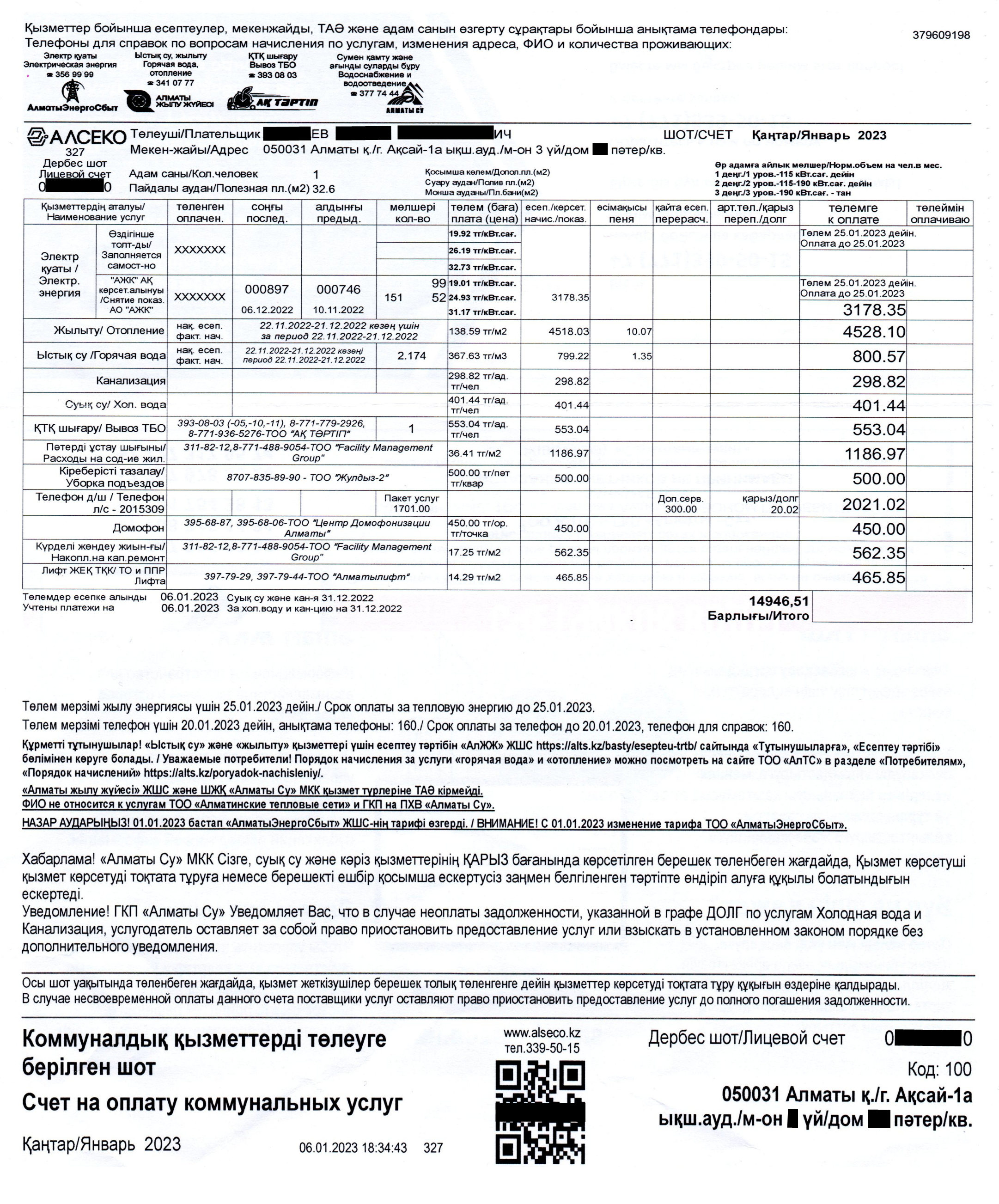
Квитанция на оплату коммунальных услуг в Казахстане, на двух языках - на русском и казахском

Языковая политика в Казахстане — система мероприятий в сфере языковой ситуации Казахстана, проводимая властями и общественными институтами страны.
Мы должны приложить все усилия для дальнейшего развития казахского языка, который является главным фактором объединения всех казахстанцев. В то же время создать благоприятные условия, чтобы представители всех проживающих в стране народностей могли свободно говорить, обучаться на родном языке, развивать его.Назарбаев
Концепция языковой политики в Казахстане определяет для себя главную сложность в «создании оптимального языкового пространства государства», требующего «чёткого определения функционального соотношения языков, при котором государственный язык должен занять достойное место».

## Историческая ситуация

### Русификация в Казахской ССР

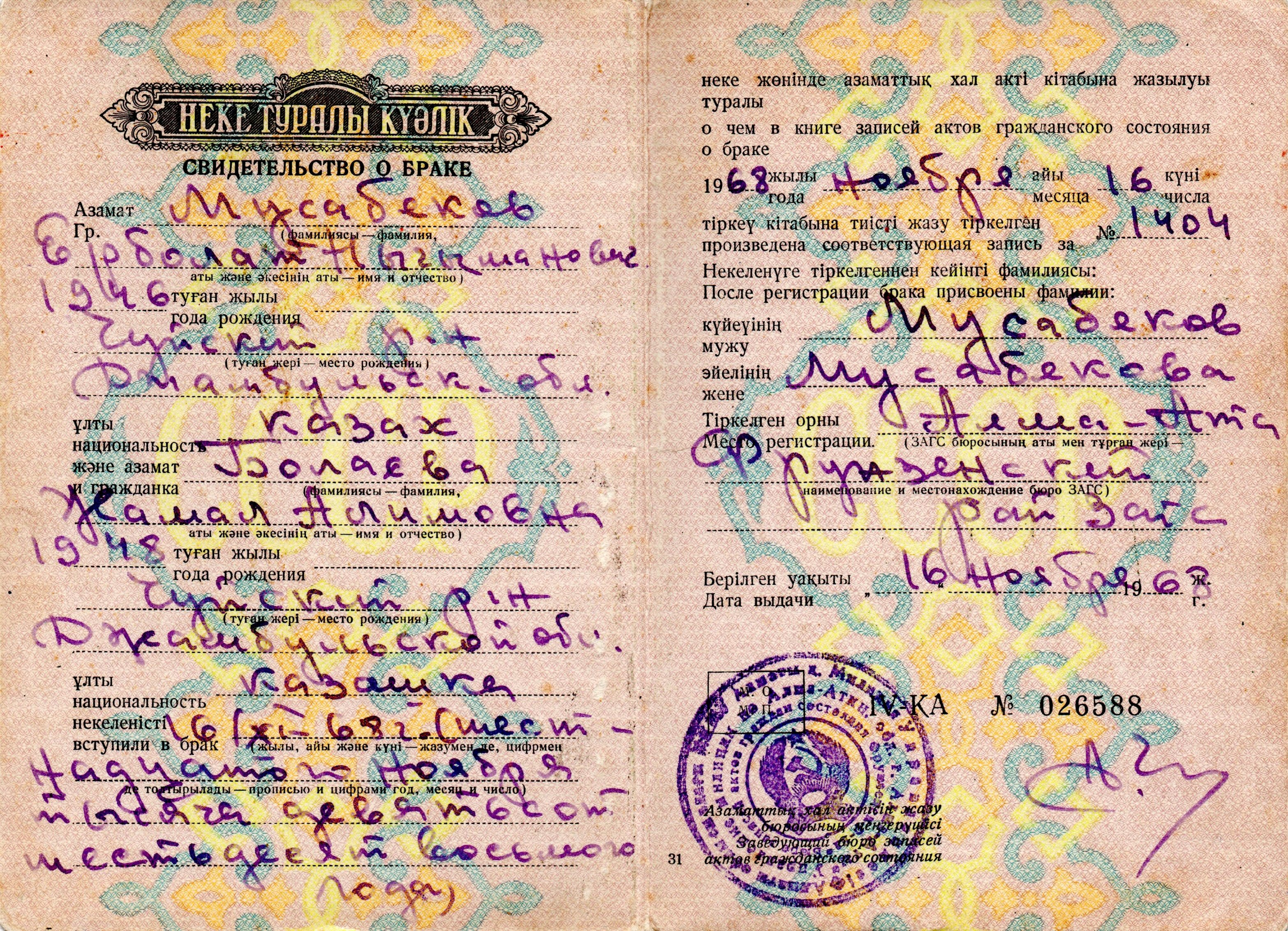
Свидетельство о заключении брака выданное в Казахской ССР на двух языках - на русском и казахском

Проводимая руководством Советского Союза политика строительства государства согласно провозглашённым правам, равенству и суверенности народов привела к кампании по коренизации в 20-е и 30-е годы XX века. Делопроизводство в стране переводилось на казахский язык, наращивалось число представителей казахского народа во власти, был осуществлён перевод на латинскую, а затем и на кириллическую графику, партийные и хозяйственные работники обучались казахскому языку, проводились многочисленные агитационно-пропагандистские мероприятия. Коренизация в Казахстане столкнулась с сильным сопротивлением. Руководители учреждений противились открытию курсов казахского языка для работников-европейцев, а подготовка казахских работников проводилась недостаточно хорошо.
В эти же годы были репрессированы талантливые казахские лингвисты-теоретики и методисты (А. Байтурсынов, К. Жубанов, Н. Турекулов, Т. Шонанов, Е. Омаров, Х. Досмухамедов, К. Кеменгеров), писатели и составители букварей и пособий по казахскому языку (С. Сейфуллин, Б. Майлин, М. Дулатов, М. Жумабаев, Ж. Аймаутов, Т. Жургенов). К 1937 году не осталось ни одного профессионального лингвиста и казахское языкознание пришлось создавать заново. Политические репрессии сократили численность казахской интеллигенции, а новая двуязычная прослойка образованных казахов применяла родной язык только в быту. Всё это сделало русификацию следующего поколения этого слоя населения неизбежной.
Основная причина русификации в Казахской ССР связана с изменением национального состава, которая выразилась в резком снижении процента коренного населения, на которое повлияли следующие факторы:
- Убыль коренного населения в период голода в Казахстане в начале 30-х годов (более чем на 1 миллион человек)[9];
- Переселение раскулаченных крестьян из славянских республик в 20-е и 30-е годы (около 250 000 человек)[10];
- Прибытие переселенцев из других республик в ходе индустриализации Казахской ССР, начавшееся в 30-е годы[11];
- Депортация народов в Казахскую ССР в период с 1937 по 1949 годы (около 1 миллиона человек)[12];
- Переселение граждан, попавших под сталинские репрессии, в Казахскую ССР в период с конца 20-х по начало 50-х годов (более 5 миллионов человек)[13];
- Прибытие переселенцев из других республик в ходе освоения целины в Казахской ССР, начавшееся в 1954 году (640 000 человек прибыло только на первом этапе 1954-1956 годов)[14][15]

Русификация в Казахстане привела к массовому распространению казахско-русского двуязычия, но обратного русско-казахского двуязычия практически не было. «Престижный» русский язык в советское время стал гарантией социальной мобильности и профессиональной карьеры. В 1920—1930-е годы число владеющих русским языком среди казахов было незначительным. К 1970 году русским языком свободно владели 42 % казахов, в то время как у киргизов этот показатель равнялся 19 %, а у узбеков, таджиков и туркменов был вовсе ниже — 15 %. К 1989 русским языком владели 63 % казахов (прирост 1 % в год — очень высокий темп). 30 % городских казахов не знали родного языка и говорили только по-русски.
В 1959 году казахи составляли около 30 % всего населения республики, к 1962 году удельный вес казахов упал до 28,9 % (славянские народы — 57 %). Именно в это время политика ассимиляции населения страны достигла своего пика. В результате переселения славянских народов (в основном это были русские) вплоть до 1996 года казахи были этническим меньшинством в республике (Казахская ССР была единственной союзной республикой СССР, титульная нация которой стала меньшинством), русский язык стал языком большинства населения, а владение им стало жёстко обусловленной необходимостью. Авторы стран Балтии называли переселение русских в национальные республики «колонизацией». Латвийский публицист Бруно Калныньш писал: «Задача этой колонизации — русификация, в результате которой коренное население превратится в национальное меньшинство».
Практически всё высшее образование Казахской ССР было русифицировано, это коснулось и значительной части начального и среднего образования. В 1938 году вышло постановление «Об обязательном изучении русского языка в школах национальных республик и областей», а в 1979 году изучение русского языка стало обязательным и в дошкольных учреждениях. В 1955 году преподавание казахского языка в русскоязычных школах страны было отменено (Указ Совета Министров Казахской ССР от 4 июня 1955 года «Об освобождении от обязательного изучения казахского языка в русских школах»).
В 1957 году Совет Министров Казахской ССР принял постановление "Об обязательном изучении родного языка учащимися казахами, обучающимися в школах, где преподавание ведётся на русском языке". Согласно Постановлению, казахский язык должен был изучаться в поклассных группах при наличии в каждом из классов не менее 10 учащихся, изучающих казахский язык (в тех случаях, когда в классе оказывалось менее 10 таких учащихся, нужно было создавать группы из учащихся 2 — 4 и отдельно 5 — 7 классов с количеством учащихся в каждой группе не менее 10 человек).
Однако в некоторых школах на тот период уроков казахского языка практически не было (субъективное мнение автора текста в источнике касается исключительно одной школы №62 города Алма-Аты).
В целом упорядоченное преподавание казахского языка в школах велось, но имело скорее формальный подход:

 Даже во времена СССР курс казахского языка был более упорядоченным, хотя его преподавание велось формально.— Казахский как иностранный. Влад Филин
В 1959—1960 годах в Казахской ССР насчитывалось 3123 казахские школы со 192 274 учащимися, в то время как в 4199 русских школах обучались 826 103 учащихся. Ещё 374 998 учеников учились 1518 школах со смешанным языком обучения (количество узбекских, уйгурских и таджикских школ было незначительным). В 1958 году доля казахских детей, посещающих казахские школы, составляла 75 %, но к 1991 году этот показатель снизился до 34,4 %. Значительная доля казахских школ находилась в сельской местности, а в городах обучения на казахском языке практически не было. Об этом свидетельствует тот факт, что до конца 1980-х годов в столице республики Алма-Ате было всего две казахские школы № 12 и 86, а также музыкальные школы-интернаты, где учились в основном дети из сёл и малых городов.
В период с 1950—1970 годы количество казахских школ сократилось с 3891 до 2577, тогда как число русских школ с преподаванием на русском языке увеличилось на 1,5 тыс. В 1989/1990 учебном году 49 % общеобразовательных школ Министерства народного образования Казахстана, где училось 67 % учащихся, вели обучение на русском языке, а 32 % школ — на казахском языке.

### Казахизация

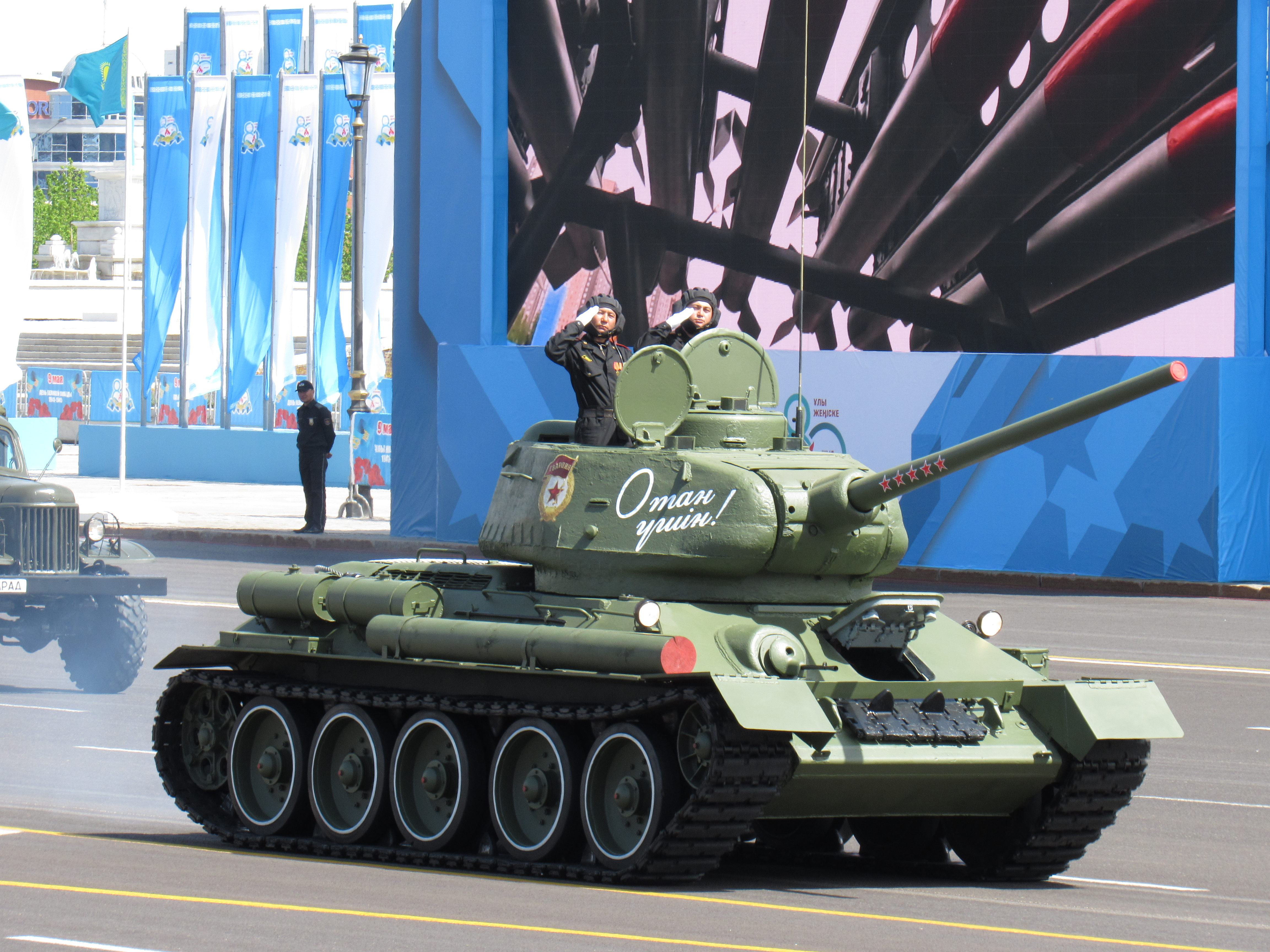
Танк Т-34-85 участвовавший в исторической части военного парада в честь 80-летия Победы в Великой Отечественной войне.
Надпись на башне «Отан үшін!» (в переводе — «За родину!»).
Астана. 7 мая 2025 года

В принятом 22 сентября 1989 года Законе о языках в Казахской ССР было введено понятие «государственный язык», а казахскому языку был придан статус государственного, за русским языком был закреплён де-юре статус как «языка межнационального общения». Позднее поправками в Конституции Республики Казахстан определено, что «наравне с государственным официально применяется русский язык».
15 мая 2002 года на презентации общественного объединения «Русская партия Казахстана» (РПК) было объявлено, что первоочередная задача РПК — это призвать всех русских, проживающих в Казахстане, к изучению государственного языка. Членами Русской партии при её открытии стали более 3 тыс. человек.
Министерство сельского хозяйства Республики Казахстан полностью перевело документацию на государственный язык согласно приказу министра сельского хозяйства Республики Казахстан от 5 июля 2004 года № 348.
На 2004 год, по оценке Д. О’Бикен, «правительство Казахстана приняло решение, что казахский язык будет играть важнейшую роль в процессе „казахизации“ общества».
Благодаря работе Ассамблеи народов Казахстана, в Казахстане поддерживаются языки, не имеющие статуса государственных и не создаются препятствия для их развития.
12 сентября 2005 года, выступая на втором Гражданском форуме, Президент Республики Казахстан Нурсултан Назарбаев заявил:
Мы должны совместно оказывать поддержку языкам и культурным традициям всех народов Казахстана. Никто не должен быть ущемлён в правах пользоваться родным языком и культурой.
К 2006 году, по данным, озвученным при проведении круглого стола «Будущее Казахстана и государственный язык», в пяти областях (Атырауской, Жамбылской, Кызылординской, Мангистауской и Южно-Казахстанской) делопроизводство было официально переведено на казахский язык. Тем не менее, в этих областях казахизация делопроизводства сталкивается с рядом трудностей. Поэтому в Атырауской области только 51 % всего официального документооборота выполнялся на казахском языке, в Жамбылской — 50 %, в Кызылординской — 49 %. На внедрение казахского языка в 2006 году было выделено 500 миллионов тенге из республиканского бюджета.
В 2007 году количество граждан Казахстана, владеющих государственным языком республики, достигло примерно 70 процентов. По словам министра культуры и информации Республики Казахстан Ермухамета Ертысбаева, в 1997 году, когда был принят Закон «О языках в Республике Казахстан», указанный показатель не превышал 40 процентов.
20 августа 2007 года на XIII сессии Ассамблеи народа Казахстана Глава государства Нурсултан Абишевич Назарбаев подчеркнул:
Мы должны приложить все усилия для дальнейшего развития казахского языка, который является главным фактором объединения всех казахстанцев. В то же время создать благоприятные условия, чтобы представители всех проживающих в стране народностей могли свободно говорить, обучаться на родном языке, развивать его.
В 2008 году введено тестирование по государственному языку, как один из этапов конкурсного отбора при получении стипендии «Болашак».
10 сентября 2008 года «Независимая газета» распространила информацию о том, что Казахстан к 2010 году планирует полностью перейти на казахский язык. Гражданам республики, чтобы получить работу, необходимо будет сдать языковой экзамен. Исключение сделают для тех служащих, кому за 50. Кроме того, в статье отмечалось, что началось сокращение количества смешанных школ и дошкольных учреждений, где преподавание ведётся на русском языке.
13 декабря 2008 года премьер-министр Республики Казахстан Карим Масимов заявил, что Казахстан не намерен признавать русский язык вторым государственным. «У нас все говорят по-русски, но далеко не все говорят по-казахски» — добавил он.
В начале сентября 2009 года стало известно, что к 2010 году делопроизводство в Казахстане будет переведено на государственный язык на 60 %, а не на 70, как планировалось. Это связано с тем, что в начале сентября правительство республики постановило изменить Стратегический план министерства культуры и информации РК на 2009—2011 годы.
20 сентября 2009 года в Алма-Ате во Дворце Республики был проведён митинг сторонников активного развития и внедрения казахского языка во все сферы общественной жизни в Казахстане.
15 февраля 2010 года по итогам 2009 года был проведён анализ документов в документообороте входящих и исходящих документов Восточно-Казахстанской области. Отдельно выделен показатель использования государственного языка.
- В государственных органах районов и городов он составил 85,3 %
  - В 2008 году этот показатель составлял 80,6 %
- В областных управлениях он составил 67,5 %.
  - В 2008 году — 53,6 %

Обучение государственному языку на 2009 год в Восточно-Казахстанской области:
- работают 1 областной, 8 районных и городских центров обучения языков, которые обучают 1642 слушателей.
- в воскресных школах и кружках при этнокультурных центрах изучают родной язык 1408 слушателей
- открылись 3 школы и 3 детских сада, работающих на государственном языке обучения и воспитания

Министр образования и науки Казахстанa Жансеит Туймебаев в своём интервью 29 января 2010 года на вопрос о переводе делопроизводства на казахский язык с 2010 года ответил: «Вся официальная документация у нас ведётся на государственном казахском и межнациональном русском языках. Никакого вытеснения не предполагается. Об этом недавно заявил и президент Нурсултан Назарбаев. Он также подтвердил, что русский будет сохранять все функции языка межнационального общения. Я поэтому подчёркиваю: слухи и предположения о каком-то вытеснении русского языка неверны». Отвечая на другие вопросы, он также заявил: «Народа, который обучается на русском языке, в Казахстане сейчас куда больше, чем этнически русских. Русский — это наше достояние, и наш президент неоднократно об этом говорил. Казахи мировую культуру узнали через русский язык», «Русских школ, то есть таких, где все предметы на русском языке, у нас в республике около 30 процентов. Согласитесь, не так уж и мало».
26 июля 2010 года Министр культуры Республики Казахстан Мухтар Кул-Мухаммед сообщил: «Реализация поставленных задач позволит достичь к 2020 году уверенных результатов: доля казахстанцев, владеющих госязыком, возрастет с 60 до 95 %», «доля казахстанцев, владеющих русским языком, составит не менее 90 %, сейчас это 89 %. Доля казахстанцев, владеющих английским языком, составит порядка 20 %».
(10.6.2010) В 2012 году согласно поправкам в Закон «О культуре» все фильмы, ввозимые на территорию Казахстана с целью проката, обязательно должны быть дублированы на казахский язык (см. «Эх, прокатят!», «Время» от 10.6.2010 г.).
(16.06.2011) «Внутри Интернета, не признающего никаких границ, возможен лишь один вид суверенитета — языковой», — пишет в своем послании Тимур Кулибаев. Таким образом он уточнил предложение главы государства сделанное днём ранее, а именно: «Настало время вводить в международное право новые понятия — электронная граница, электронный суверенитет» — предложил Нурсултан Назарбаев (15 июня 2011) в Астане на X саммите Шанхайской организации сотрудничества.
4 августа 2011 года Министерством культуры РК подготовлен законопроект, в котором указывается, что заявления (жалобы) в государственные органы и ответы государственных органов на обращения физических и юридических лиц и другие документы, ведение учётно-статистической, финансовой, технической и иной документации в системе государственных органов Республики Казахстан, также вся документация, исходящая из государственных органов, в обязательном порядке должны быть на казахском языке. А для ведения учётно-статистической, финансовой, технической и иной документации в организациях Республики Казахстан сделана оговорка, эта информация обеспечивается на казахском языке, и только «при необходимости» — на русском языке. Наименования юр. лиц и объектов с даты принятия закона будут должны даваться только на казахском языке. В сфере образования число казахских групп и классов должно быть не менее 50 % (в детских садах, школах, проф. лицеях, в высших, средних и среднеспециальных учебных заведениях, являющихся частной собственностью).
6 сентября 2011 года Общественные деятели потребовали от президента Казахстана исключить из конституции пункт об употреблении русского языка наравне с государственным — казахским. Подписавшиеся: сопредседатель ОСДП «Азат» Булат Абилов, председатель партии «Ак жол» Азат Перуашев, герой СССР лётчик-космонавт Тохтар Аубакиров, народная артистка СССР Бибигуль Тулегенова, председатель партии зеленых «Руханият» Серикжан Мамбеталин, а также писатели, публицисты и многие другие. А уже 7 сентября 2011 года Советник президента Казахстана по политическим вопросам Ермухамет Ертысбаев отреагировал на письмо общественных деятелей с заявлением «что подавляющее большинство казахстанского электората выступит против такой позиции» и добавил, что русский язык, уже никто, никогда и нигде не сможет вытеснить. Председатель Мажилиса Урал Мухамеджанов также отметил, что выступает против внесения поправок в Конституцию страны, меняющих статус русского языка. В этот же день первый зампредседателя Народно-Демократической партии «Нур Отан» Нурлан Нигматулин от имени партии «Нур Отан» высказал мнение, что «Развитие государственного и других языков необходимо и далее осуществлять спокойно, последовательно, без политизации и внесения излишних эмоций.» А 09.09.2011 появилось открытое письмо к важнейшим политическим деятелям страны в котором авторы предлагали более мягкие реформы в вопросе усиления роли казахского языка в Казахстане. Под письмом подписались Владимир Козлов — председатель партии «Алга!», а также руководители общественных фондов, главные редакторы многих газет и ряд журналистов.
14 декабря 2012 года «Казахстан к 2025 году намерен перевести алфавит с кириллицы на латиницу», — заявил президент страны Нурсултан Назарбаев, выступая в пятницу на торжественном собрании, посвящённом 21 годовщине независимости страны.
«Необходимо уже сейчас начать подготовительные работы по переводу к 2025 году казахского алфавита на латинскую графику», — сказал Назарбаев.
По мнению Назарбаева, латиница превратит казахский «в язык современной информации». К тому времени, в 2025 году, казахский язык должен стать повсеместным и главенствующим во всех сферах жизни страны.

12 апреля 2017 года Нурсултан Назарбаев определил, что к концу 2017 года в тесном взаимодействии с учёными и всеми представителями общественности необходимо принять единый стандарт нового казахского алфавита и графики, таким образом инициировав активную фазу отказа от кириллицы и перехода к использованию латиницы.
В октябре 2023 года Казахстан разработал закон о СМИ, направленный на более широкое использование казахского языка, закон предусматривает, что доля государственного языка на телевидении и радио должна вырасти с 50% до 70%, с темпом 5% в год, начиная с 2025 года

## Правовые рамки
В 1989 году был принят закон «О языках в Казахской ССР», который определил статус казахского и русского языков. В нём, в частности, говорилось, что «государственным языком Казахской ССР является казахский язык», а русский язык является «языком межнационального общения».
Согласно конституции Казахстана 1995 года, единственным государственным языком является казахский:

Статья 7. В Республике Казахстан государственным является казахский язык. 
Однако, несмотря на это, конституцией защищены и права конкретно русскоязычных.
Норму части 2 статьи 7 Конституции РК 1995 года о том, что «В государственных организациях и органах местного самоуправления наравне с казахским официально употребляется русский язык» в 1997 году разъяснило постановление Конституционного Совета: «(.). Данная конституционная норма понимается однозначно, что в государственных организациях и органах местного самоуправления казахский и русский языки употребляются в равной степени, одинаково, независимо от каких-либо обстоятельств», также установившее, что «установление самого перечня профессий, специальностей, а также должностей, для которых необходимо знание государственного языка в определённом объеме и в соответствии с квалификационными требованиями, не противоречит Конституции»
11 июля 1997 года принят Закон Республики Казахстан № 151-1 «О языках в Республике Казахстан»,
который гласит:
Долгом каждого гражданина Республики Казахстан является овладение государственным языком, являющимся важнейшим фактором консолидации народа Казахстана.
В 2001 году утверждена «Государственная программа функционирования и развития языков на 2001—2010 годы», пункт 5.1.1. которой предусматривает, что «Государственным органам необходимо провести работу по поэтапному переходу до 2010 года делопроизводства, ведения учётно-статистической, финансовой и технической документации на государственный язык и при соблюдении положений пункта 2 статьи 7 Конституции осуществить его».
В 2007 году другим постановлением Конституционного Совета пояснено, что «Основной Закон предусматривает верховенство статуса государственного языка», при этом признаётся право обращения в государственные органы и на русском языке.
В 2011 году выдвинут проект изменений в ряд законодательных актов по вопросам языковой политики; затем объявлено, что его требования смягчены.

### Политические партии
По казахстанскому законодательству запрещено создание политических партий на национальной и конфессиональной основе.
На казахстанских выборах 2007 года наибольшее представительство русскоязычных кандидатов было в КНПК (Коммунистическая народная партия Казахстана) — 35 %, ОСДП (Общенациональная социал-демократическая партия) — 18,5 % и правящей партии «Нур-Отан» — 17,46 %. По вопросу о статусе русского языка КНПК призывает к сохранению прежнего статуса русского языка, а ОСДП выступает за создание условий для полноценного использования русского языка, который, по мнению партии, «сыграл несомненную роль в создании атмосферы межэтнического согласия».

## Триединство языков
В 2007 году в Казахстане на государственном уровне принят «культурный проект „Триединство языков“» — казахского, русского и английского. Однако у этой идеи были как сторонники, так и противники.
Председатель Русской общины Казахстана заявил, что «…вопрос об изучении казахского языка русской молодёжью можем взять на себя.»
Декан филологического факультета Казахского Национального университета Кансеит Абдезулы оценил этот проект как один из главных приоритетов государственной политики.
Директор Центра по изучению Центральной Азии и Казахстана университета Индианы (США) Уильям Фиерман 15 мая 2008 года на открывшейся в Алматы международной научно-теоретической конференции «Полилингвизм: язык — сознание — культура» оценил идею как правильную, однако подчеркнул, что для казахского языка проблема заключается в том, что на него, как на государственный язык, низка востребованность.

### Противники
26 ноября 2009 года известные деятели культуры, литературы, а также главные редакторы газет и журналов, издающихся в республике, представители интеллигенции, руководители общественных организаций — за подписью 124-человек, при поддержке более 5 тысяч граждан заявили, что благодаря политике «триединства языков» казахский язык постепенно вымрет, а русский и английский языки будут занимать господствующую и прогрессирующую роль.
На презентации госпрограммы функционирования и развития языков на 2011—2020 гг. (02.08.2010) было предложено прекратить навязывать детям изучение сразу трёх языков: казахского, русского и английского, ввести в кодекс новую статью за оскорбление казахского языка, покончить с законодательной поддержкой русского языка и переориентировать все силы на государственный. Эту точку зрения высказали Мухтар Шаханов и Мырзатай Сергалиев (доктор филологических наук, профессор, академик Академии наук РК). Однако министр культуры Мухтар Кул-Мухаммед старался осадить чересчур резкие выступления.

## Использование языков в образовании

### Дошкольное образование
Число детских дошкольных учреждений с обучением на казахском языке к 2000 году не превышало 25 % (1158) от общего числа аналогичных учреждений в целом по стране. 1,5 миллиона учащихся обучались на русском языке (45 %), 80 тысяч — на узбекском (2,3 %), 23 тысячи — на уйгурском (0,6 %), 2,5 тысячи — на таджикском (0,07 %) и более тысячи — на других языках.

### Среднее образование
В 2013/2014 учебном году — из 2,5 миллиона учащихся школ республики 1,7 миллиона обучались на казахском языке, 808,6 тыс. — на русском, 98,3 на других языках. По данным, опубликованным в 2009 году, из 2,546 млн учащихся бюджетных школ на казахском учились 1,543 млн (60,6 %), на русском — 0,904 млн (35,5 %), на узбекском — 0,079 млн (3,1 %).
Количество школ с казахским языком обучения постепенно растёт. Число школ на казахском составило 3809(50,2 %) число русских школ составило 1405 (19,5 %).
За период с 2001/2002 по 2005/2006 учебный год число школ с русским языком обучения упало на 303, смешанных русско-казахских школ — на пять, школ с казахским языком обучения — выросло на 46. Доля студентов вузов, обучающихся на казахском языке, за тот же период выросла с 31,5 до 42,6 %.
На 26 октября 2009 года 61 % казахстанских школьников и 48 % студентов обучаются на казахском языке.
Министр образования и науки РК Жансеит Туймебаев в своем интервью 2010 г. прокомментировал указание на данные о закрытии русских школ так: «Только родители выбирают, в русскую или казахскую школу отдать ребёнка. Государство специально школы не закрывает. Русских школ, то есть таких, где все предметы на русском языке, у нас в республике около 30 процентов. Согласитесь, не так уж и мало».

### Высшее образование
Количество студентов на отделениях с казахским языком обучения составило к 2000 году около 32 % (85 300) (количество студентов на русских отделениях — около 68 % (181 000)).
По данным, опубликованным в 2009 году, из общего числа студентов вузов (634 тыс.) на русском учились 322 тыс. (50,7 %), на казахском — 302 тыс. (47,6 %), на английском — 10 тыс. (1,6 %).
18 января 2011 года. Агентство РК по статистике сообщило, что на начало учебного года численность студентов, обучающихся на казахском языке, в РК составила 319 940 человек, что составляет примерно 52 %.
На начало 2015/2016 учебного года в Республике Казахстан общая численность студентов составляет 459 369 человек, доля студентов обучающихся на казахском языке составляет 62,7 %, на русском — 34,3 % и на английском языке — 3,0 %.
26 июля 2010 года Министр культуры РК Мухтар Кул-Мухаммед сообщил, что История Казахстана в вузах страны будет преподаваться только на казахском языке.